# Hagenthal-le-Haut
Pour les articles homonymes, voir Hagenthal.
Hagenthal-le-Haut (en allemand Oberhagenthal) est une commune française située dans la circonscription administrative du Haut-Rhin et, depuis le 1er janvier 2021, dans le territoire de la Collectivité européenne d'Alsace, en région Grand Est.
Cette commune se trouve dans la région historique et culturelle d'Alsace.

## Géographie
Hagenthal-le-Haut est située dans le Sundgau, à une douzaine de kilomètres de l'agglomération de Saint-Louis-Bâle. À deux pas de sa voisine Hagenthal-le-Bas, la commune est nichée au pied du Wessenberg (529 m), dans le vallon du Kirchbach, affluent du Lertzbach qui, lui-même, se perd dans Saint-Louis.
Le réseau routier communal d'une longueur totale de 4 356 mètres permet de rallier Bettlach par la route départementale 12 bis IV. C'est la seule voie de desserte notable.
| Folgensbourg |                   | Hagenthal-le-Bas |
| Bettlach     | Hagenthal-le-Haut |                  |
|              | Liebenswiller     | Leymen           |

### Hydrographie

#### Réseau hydrographique
La commune est dans le bassin versant du Rhin au sein du bassin Rhin-Meuse. Elle est drainée par le ruisseau l'Augraben et le ruisseau Kirchbach,,.
L'Augraben, d'une longueur de 23 km, prend sa source dans la commune  et se jette  dans le Grand canal d'Alsace à Kembs, après avoir traversé sept communes. 

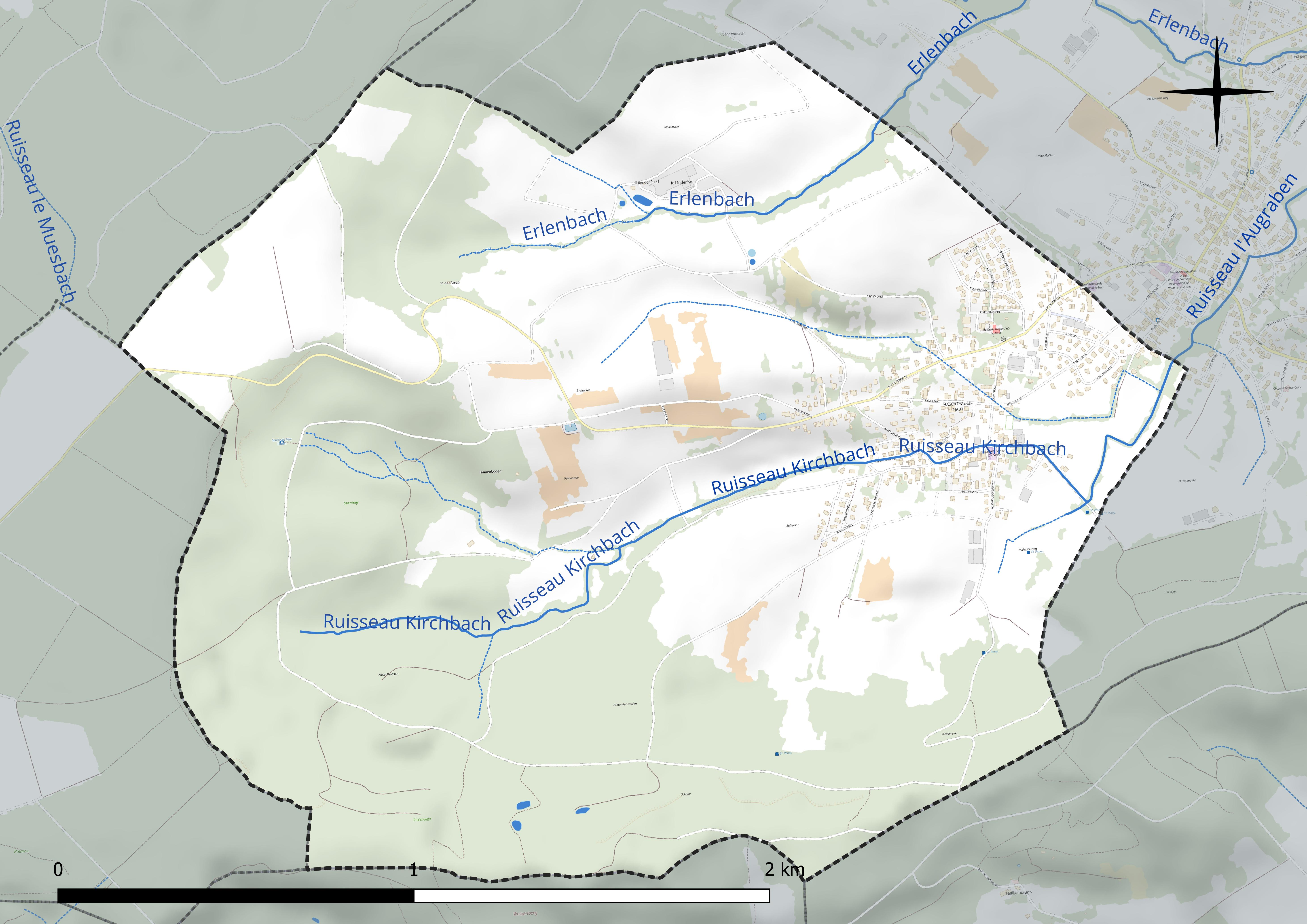
Réseau hydrographique de Hagenthal-le-Haut.

#### Gestion et qualité des eaux
Le territoire communal est couvert par le schéma d'aménagement et de gestion des eaux (SAGE) « Ill Nappe Rhin ». Ce document de planification concerne la nappe phréatique rhénane, les cours d'eau de la plaine d'Alsace et du piémont oriental du Sundgau, les canaux situés entre l'Ill et le Rhin et les zones humides de la plaine d'Alsace. Le périmètre s’étend sur 3 596 km2. Il a été approuvé le 17 janvier 2005. La structure porteuse de l'élaboration et de la mise en œuvre est la région Grand Est. 
La qualité des cours d’eau peut être consultée sur un site dédié géré par les agences de l’eau et l’Agence française pour la biodiversité. 

### Climat
Pour des articles plus généraux, voir Climat du Grand Est et Climat du Haut-Rhin.
En 2010, le climat de la commune est de type climat des marges montargnardes, selon une étude du Centre national de la recherche scientifique s'appuyant sur une série de données couvrant la période 1971-2000. En 2020, Météo-France publie une typologie des climats de la France métropolitaine dans laquelle la commune est exposée à un climat de montagne ou de marges de montagne et est dans la région climatique  Alsace, caractérisée par une pluviométrie faible, particulièrement en automne et en hiver, un été chaud et bien ensoleillé, une humidité de l’air basse au printemps et en été, des vents faibles et des brouillards fréquents en automne (25 à 30 jours). 
Pour la période 1971-2000, la température annuelle moyenne est de 9,7 °C, avec une amplitude thermique annuelle de 17,4 °C. Le cumul annuel moyen de précipitations est de 834 mm, avec 9,2 jours de précipitations en janvier et 9,8 jours en juillet. Pour la période 1991-2020, la température moyenne annuelle observée sur la station météorologique de Météo-France la plus proche, « Bâle-Mulhouse », sur la commune de Saint-Louis à 10 km à vol d'oiseau, est de 11,1 °C et le cumul annuel moyen de précipitations est de 764,3 mm. 
La température maximale relevée sur cette station est de 39,1 °C, atteinte le 13 août 2003 ; la température minimale est de −23,5 °C, atteinte le 6 janvier 1985,,. 
Les paramètres climatiques de la commune ont été estimés pour le milieu du siècle (2041-2070) selon différents scénarios d'émission de gaz à effet de serre à partir des nouvelles projections climatiques de référence DRIAS-2020. Ils sont consultables sur un site dédié publié par Météo-France en novembre 2022.

## Urbanisme

### Typologie
Au 1er janvier 2024, Hagenthal-le-Haut est catégorisée ceinture urbaine, selon la nouvelle grille communale de densité à sept niveaux définie par l'Insee en 2022.
Elle est située hors unité urbaine. Par ailleurs la commune fait partie de l'aire d'attraction de Bâle - Saint-Louis (partie française), dont elle est une commune de la couronne,. Cette aire, qui regroupe 94 communes, est catégorisée dans les aires de 200 000 à moins de 700 000 habitants,.

### Occupation des sols
L'occupation des sols de la commune, telle qu'elle ressort de la base de données européenne d’occupation biophysique des sols Corine Land Cover (CLC), est marquée par l'importance des territoires agricoles (48,7 % en 2018), en diminution par rapport à 1990 (52,4 %). La répartition détaillée en 2018 est la suivante : 
forêts (43,7 %), zones agricoles hétérogènes (40,3 %), zones urbanisées (7,6 %), terres arables (4,3 %), prairies (4,2 %). L'évolution de l’occupation des sols de la commune et de ses infrastructures peut être observée sur les différentes représentations cartographiques du territoire : la carte de Cassini (XVIIIe siècle), la carte d'état-major (1820-1866) et les cartes ou photos aériennes de l'IGN pour la période actuelle (1950 à aujourd'hui).

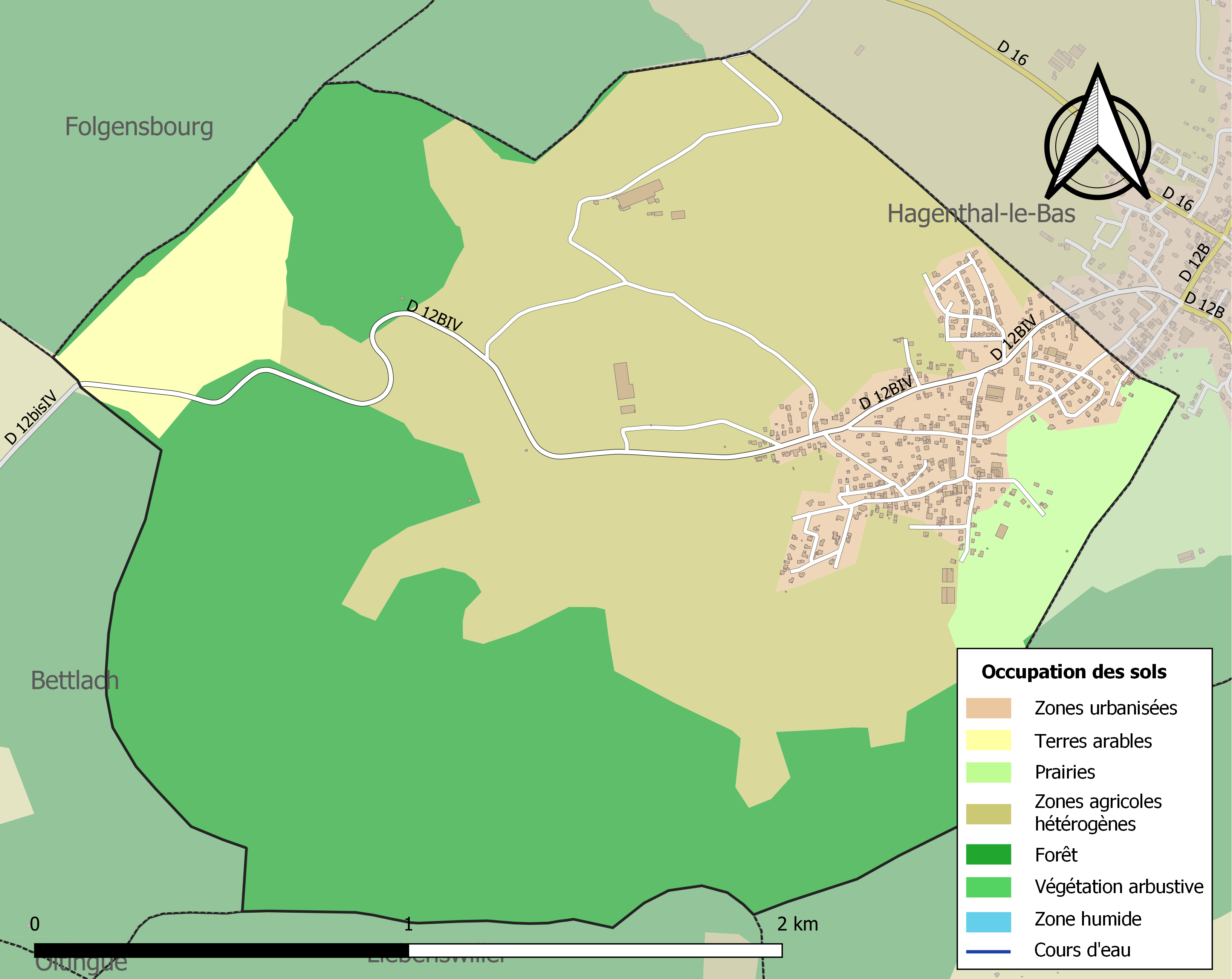
Carte des infrastructures et de l'occupation des sols de la commune en 2018 (CLC).

## Toponymie
En allemand : Oberhagenthal.

## Histoire

### Héraldique
| Blason de Hagenthal-le-Haut | Les armes de Hagenthal-le-Haut se blasonnent ainsi : « D'argent à la croix pattée alézée de sable soutenue d'un soc de charrue couché de même. » |

## Politique et administration
| Période                                  | Période                   | Identité                                       | Étiquette | Qualité     |
| ---------------------------------------- | ------------------------- | ---------------------------------------------- | --------- | ----------- |
| 1995                                     | 2011                      | Bernard Dreyer                                 |           |             |
| 2011                                     | En cours (au 31 mai 2020) | Pierre Pfendler Réélu pour le mandat 2020-2026 |           | Agriculteur |
| Les données manquantes sont à compléter. |                           |                                                |           |             |

La commune a décidé, en novembre 2006, de réviser son Plan d'occupation des sols en vue de sa transformation en PLU.

## Démographie
L'évolution du nombre d'habitants est connue à travers les recensements de la population effectués dans la commune depuis 1793. Pour les communes de moins de 10 000 habitants, une enquête de recensement portant sur toute la population est réalisée tous les cinq ans, les populations de référence des années intermédiaires étant quant à elles estimées par interpolation ou extrapolation. Pour la commune, le premier recensement exhaustif entrant dans le cadre du nouveau dispositif a été réalisé en 2006.

En 2022, la commune comptait 745 habitants, en évolution de +16,04 % par rapport à 2016 (Haut-Rhin : +0,66 %, France hors Mayotte : +2,11 %).
| 1793 | 1800 | 1806 | 1821 | 1831 | 1836 | 1841 | 1846 | 1851 |
| ---- | ---- | ---- | ---- | ---- | ---- | ---- | ---- | ---- |
| 519  | 583  | 628  | 608  | 720  | 682  | 638  | 630  | 595  |

| 1856 | 1861 | 1866 | 1871 | 1875 | 1880 | 1885 | 1890 | 1895 |
| ---- | ---- | ---- | ---- | ---- | ---- | ---- | ---- | ---- |
| 515  | 498  | 457  | 448  | 438  | 420  | 408  | 370  | 363  |

| 1900 | 1905 | 1910 | 1921 | 1926 | 1931 | 1936 | 1946 | 1954 |
| ---- | ---- | ---- | ---- | ---- | ---- | ---- | ---- | ---- |
| 331  | 324  | 349  | 329  | 334  | 351  | 339  | 331  | 357  |

| 1962 | 1968 | 1975 | 1982 | 1990 | 1999 | 2006 | 2011 | 2016 |
| ---- | ---- | ---- | ---- | ---- | ---- | ---- | ---- | ---- |
| 372  | 365  | 380  | 381  | 428  | 410  | 561  | 617  | 642  |

| 2021 | 2022 | - | - | - | - | - | - | - |
| ---- | ---- | - | - | - | - | - | - | - |
| 732  | 745  | - | - | - | - | - | - | - |

## Économie
Quelques entreprises et commerces sont disponibles : garage, restaurants, produits du terroir...

## Services à la population
- Gendarmerie ;
- École maternelle ;
- École primaire.

## Lieux et monuments

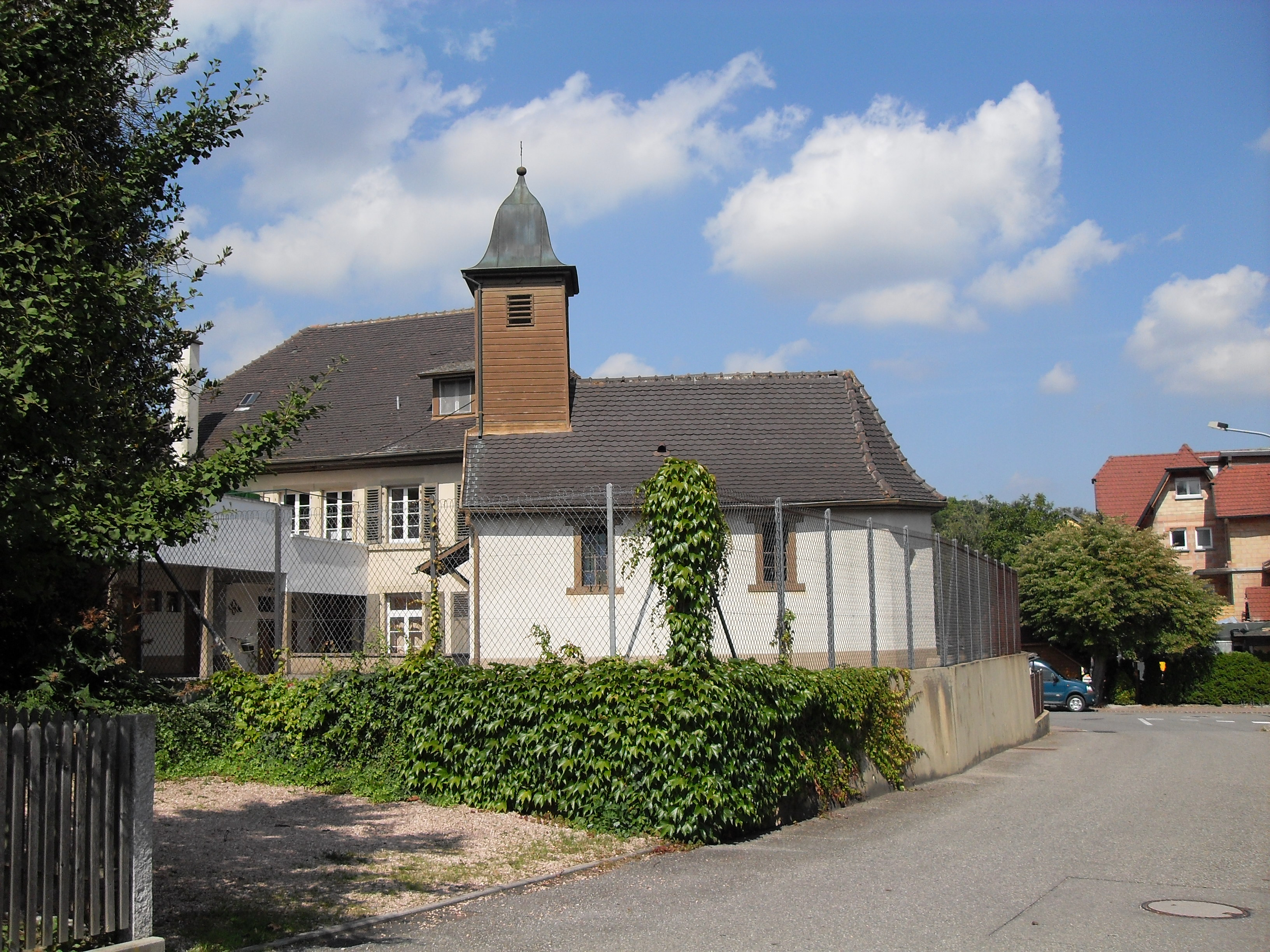
La chapelle Sainte-Catherine.

- Chapelle Sainte-Catherine du XIXe siècle[24].
- Château d'Eptingen, propriété privée du XVIIIe siècle[25].
- Cimetière de juifs établi en 1794[26].

## Personnalités liées à la commune
- Famille Veil-Picard